# Canton de Saint-Denis-7
Le canton de Saint-Denis-7 est un ancien canton de l'île de La Réunion, département d'outre-mer français de l'océan Indien. Il se limitait à une fraction de la commune de Saint-Denis.

## Histoire
| Période | Période          | Identité        | Étiquette   | Qualité                                                                          |
| ------- | ---------------- | --------------- | ----------- | -------------------------------------------------------------------------------- |
| 1988    | 1993 (démission) | Gilbert Annette | PS          | Député (1993-1997) Maire de Saint-Denis (1989-1994)                              |
| 1993    | 1994             | Camille Sudre   | DVG         | Adjoint au maire de Saint-Denis Ancien président du conseil régional (1992-1993) |
| 1994    | 2001             | Jean Ivoula     | PS          | Conseiller municipal de Saint-Denis                                              |
| 2001    | 2008             | Alain Armand    | PS puis DVG | Adjoint au maire de Saint-Denis                                                  |
| 2008    | 2015             | Gilbert Annette | PS          | Maire de Saint-Denis (depuis 2008)                                               |